# Pseudoraphis brunoniana
Pseudoraphis brunoniana là một loài thực vật có hoa trong họ Hòa thảo. Loài này được (Griff.) Pilg. miêu tả khoa học đầu tiên năm 1928.